# Lista de campeãs do carnaval de Batatais
Esta é uma lista das escolas de samba campeãs do carnaval de Batatais, São Paulo.
| Ano                                       | Campeã              | Enredo                                                                                                | Ref.              |
| ----------------------------------------- | ------------------- | --- | ----------------- |
| 1970                                      | Castelo             | |                   |
| 1971                                      | Castelo             | |                   |
| 1972                                      | Castelo             | |                   |
| 1973                                      | Castelo             | |                   |
| 1974                                      | Riachuelo           | |                   |
| 1975                                      | Riachuelo           | |                   |
| 1976                                      | Stella              | | [ 1 ]             |
| 1977                                      | Stella              | | [ 1 ]             |
| 1978                                      | Stella              | | [ 1 ]             |
| 1979                                      | UE-4                | | [ 1 ]             |
| 1980                                      | UE-4                | | [ 1 ]             |
| 1981                                      | UE-4                | | [ 1 ]             |
| 1982                                      | Acadêmicos do Samba | | [ 1 ]             |
| 1983                                      | Stella              | | [ 1 ]             |
| 1984                                      | Castelo             | A lenda do Uirapuru                                                                                   | [ 1 ] [ 2 ]       |
| 1985                                      | Acadêmicos do Samba | | [ 1 ]             |
| 1985                                      | Castelo             | Upabuçu, o mito da lagoa encantada                                                                    | [ 1 ] [ 2 ]       |
| 1986                                      | Castelo             | Seja preto, seja branco, todos nós somos do santo                                                     | [ 1 ] [ 2 ]       |
| 1987                                      | Castelo             | Somos samba sim senhor                                                                                | [ 1 ] [ 2 ]       |
| 1988                                      | Castelo             | Raízes da América                                                                                     | [ 1 ] [ 2 ]       |
| 1989                                      | Acadêmicos do Samba | | [ 1 ]             |
| Não ocorreram desfiles entre 1990 e 1992. |                     | |                   |
| 1993                                      | Castelo             | Sou Castelo, sou o samba                                                                              | [ 1 ] [ 2 ]       |
| 1994                                      | Castelo             | Ajoelhou, tem que rezar                                                                               | [ 1 ] [ 2 ]       |
| 1995                                      | Castelo             | 25 anos de samba. É rosa e prata este chão                                                            | [ 1 ] [ 2 ]       |
| 1996                                      | Riachuelo           | | [ 1 ] [ 3 ]       |
| 1997                                      | Riachuelo           | | [ 1 ] [ 3 ]       |
| 1998                                      | Castelo             | Carnaval: O maior espetáculo da nossa Terra                                                           | [ 1 ] [ 2 ]       |
| Não ocorreram desfiles entre 1999 e 2001. |                     | |                   |
| 2002                                      | Castelo             | A trajetória da negra nação, cinquenta anos de história, cultura e tradição                           | [ 1 ] [ 2 ]       |
| 2003                                      | Castelo             | Por... ti, Candidamente Portinariei                                                                   | [ 1 ] [ 2 ]       |
| Não ocorreu desfile em 2004.              |                     | |                   |
| 2005                                      | Castelo             | Castelo, 35 anos de amor ao samba                                                                     | [ 1 ] [ 2 ]       |
| 2006                                      | Castelo             | O ouro mais resplandecente é o que está dentro da gente                                               | [ 1 ] [ 2 ]       |
| 2007                                      | Castelo             | No carnaval dos carnavais, castelo risca o chão de poesia por Batatais                                | [ 1 ] [ 2 ]       |
| 2008                                      | Castelo             | De Janeiro a janeiro, Batatais é festa o ano inteiro                                                  | [ 1 ] [ 2 ]       |
| 2009                                      | Unidos do Morro     | Numa viagem fascinante Urubu Rei convida Zé Carioca e os amigos para a festa do Carnaval de Batatais. | [ 1 ] [ 4 ] [ 5 ] |
| 2010                                      | Castelo             | 40 anos de samba vivi, é festa, jubileu é de rubi                                                     | [ 1 ] [ 2 ] [ 6 ] |
| 2011                                      | Castelo             | Castelo Canta o Conto... e Aumenta um Ponto                                                           | [ 1 ] [ 7 ]       |
| 2012                                      | Unidos do Morro     | Da essência da magia, o Morro faz seu Carnaval                                                        | [ 1 ] [ 8 ] [ 9 ] |
| 2013                                      | Unidos do Morro     | Nordeste: Culturas e Tradições                                                                        | [ 1 ] [ 10 ]      |
| 2014                                      | Unidos do Morro     | Amazônia: Mitos e Lendas do Eldorado Verde                                                            | [ 1 ] [ 11 ]      |
| 2015                                      | Castelo             | "Nos meus 45 anos, é no universo infantil que construo meu Castelo                                    | [ 1 ] [ 12 ]      |
| Cancelado o desfile de 2016.              |                     | |                   |
| 2018                                      | Castelo             | Ahimsa Gandhi – Um Canto de Paz                                                                       | [ 14 ]            |

## Títulos por escola
| Nº | Escola              | Total |
| -- | ------------------- | ----- |
| 1º | Castelo             | 19    |
| 2º | Unidos do Morro     | 4     |
| 2º | Riachuelo           | 4     |
| 2º | Stella              | 4     |
| 4º | Acadêmicos do Samba | 3     |
| 4º | UE-4                | 3     |